# سوسامشن
سوسامشِن (هانغول: 소삼신، حرفيا: إلهة ولادة البقرة) هي كاشِن أو إله منزلي في الأساطير الكورية. ومن اسمها، عرفت بأنَّها إلهة ولادة الماشية، تماما كما سامشِن هي إلهة ولادة البشر.

## العبادة
في الغالب، كانت سوسامشِن تُعبد باسم غونغونغ. وهذا الاسم يشير إلى عبادة الإله بدون طقوس معينة، إذ يجري تكريمهم عقليًا فحسب.